# 趙號驅逐艦 (DD-106)
趙號驅逐艦（舷號DD-106）是一艘美國海軍建造的驅逐艦，為維克斯級驅逐艦的32號艦。她是美軍第一艘以趙為名的軍艦，以紀念美國獨立戰爭時期的海軍軍官塞繆爾·趙（Samuel Chew）。
趙號在1918年於聯合鋼鐵廠開始建造，並在1918年下水服役，其時第一次世界大戰已經結束。接著趙號調到太平洋執勤，在1922年退役封存。第二次世界大戰爆發後，趙號在1940年重返現役，並調到珍珠港作訓練艦。日本偷襲珍珠港時，趙號亦在港內，未有受損。終太平洋戰爭，趙號均在珍珠港及美國東岸巡航訓練。1945年趙號除籍出售拆解。